# Vixen
Vixen é uma banda de glam metal americana composta somente por mulheres, que atuou no final da década de 1980 e início da década de 1990 e se mantém até os dias atuais.

## História

### Ínicio
Meados da década de 1970, no estado americano de Minessota, a jovem guitarrista conhecida como Jan Kuehnemund, decide formar uma banda de rock. No início, ela tentou participar de bandas mistas, porém, devido ao forte machismo que ainda imperava na época, nunca foi aceita. Foi então que ela criou o embrião do que seria uma das mais bem sucedidas bandas de rock feminino. Inicialmente a banda foi formada só por meninas da vizinhança e dentre diversos nomes como Genesis, foi decidido que a banda se chamaria Vixen.
No início da década de 1980, Jan Kuehnemund muda-se com a banda para Los Angeles, para expandir sua experiência e em busca de oportunidades em gravadoras.

### Sucesso comercial
Em 1984, Vixen contava com Janet Gardner no Vocal, Jan Kuehnemund na guitarra solo e vocal de apoio, Pia Maiocco no baixo, Laurie Hedlund na bateria e Tamara Ivanov na guitarra base. Esta formação recebeu o convite para participarem da trilha sonora e das filmagens de um filme de comédia adolescente chamado Hardbodies, como uma banda feminina de garagem em busca do estrelato no showbusiness.
Em 1986, depois de mais algumas modificações na formação da banda, permanecem apenas Pia, Janet, Jan e entra Roxy Petrucci como baterista. Neste ano Vixen grava uma fita demo com as músicas "You Oughta Know By Now", "Leave Me Alone" e "Waiting For You" (modificada para Waiting, mais tarde, fazendo parte do álbum de estréia da banda, Vixen).
Em 1987, Pia Maiocco deixa a banda para casar-se com o guitarrista Steve Vai. Share Pedersen assume o posto de baixista.
A banda consegue chamar a atenção da gravadora e assina o contrato com a EMI, com música demo Give it Away.
Em 1988 elas lançam seu primeiro álbum, intitulado Vixen, e assumem as paradas de sucesso dos Estados Unidos com os hits: "Edge Of A Broken Heart", "Cryin'", "I Want You To Rock Me",  "Love Made Me" e "Cruisin'". Foram mais de 1 Milhão de cópias vendidas pelo mundo, principalmente na Europa e no Japão.
Vixen ficou 10 meses direto em turnê, entre os Estados Unidos e a Europa abrindo para bandas do porte de Bon Jovi, Scorpions, Ozzy Osbourne e Bad Company.

### Anos 1990
Os anos 1990 vieram para arruinar as bandas de hard, e as Vixen não suportaram a pressão. A banda permaneceu separada por oito anos.
Em 1990, é lançado o segundo álbum da banda, Rev It Up, mas infelizmente, apesar da superior qualidade musical em relação ao primeiro álbum, não obteve o mesmo sucesso, pois a moda do Heavy Metal e Hard Rock estava chegando ao fim. Apesar disso, a banda conseguiu emplacar várias músicas, que hoje são clássicos do hard rock, como: "How Much Love", "Rev it Up", "Love is a Killer", "Streets of Paradise" e "Not a Minute too Soon".
Depois de mais uma turnê Americana e Européia, acompanhando desta vez, Deep Purple, Kiss e Ratt, logo depois a banda termina, devido às divergências musicais entre as integrantes.
Cada uma seguiu seu caminho após a dissolução da banda, mas sempre se encontravam para um projeto e outro.
Roxy Petrucci chegou a tocar com Jan Kuehnemund em um projeto chamado Bombshell. No final de 1991, Roxy juntou-se novamente com a sua irmã guitarrista e baixista Maxxine Petrucci e Lenita Erickson para formar outro projeto chamado Hell's Belles e em 1993 retomou a banda Madam X.
Share Pedersen, tocou por um breve período com Janet Gardner e o tecladista de apoio do Aerosmith, Thom Gimbel no projeto Nobody You know. Também fez parte da superbanda Contraband, junto com  Michael Schenker (ex-U.F.O.), Tracii Guns (L.A.Guns), Bobby Blotzer (Ratt) e Richard Black (Shark Island). Hoje, ela lidera sua própria banda de punk rock, Bubble.
Jan Kuehnemund, formou várias bandas dentre elas o Population 361 e o Drawing Down The Moon.

### O primeiro retorno

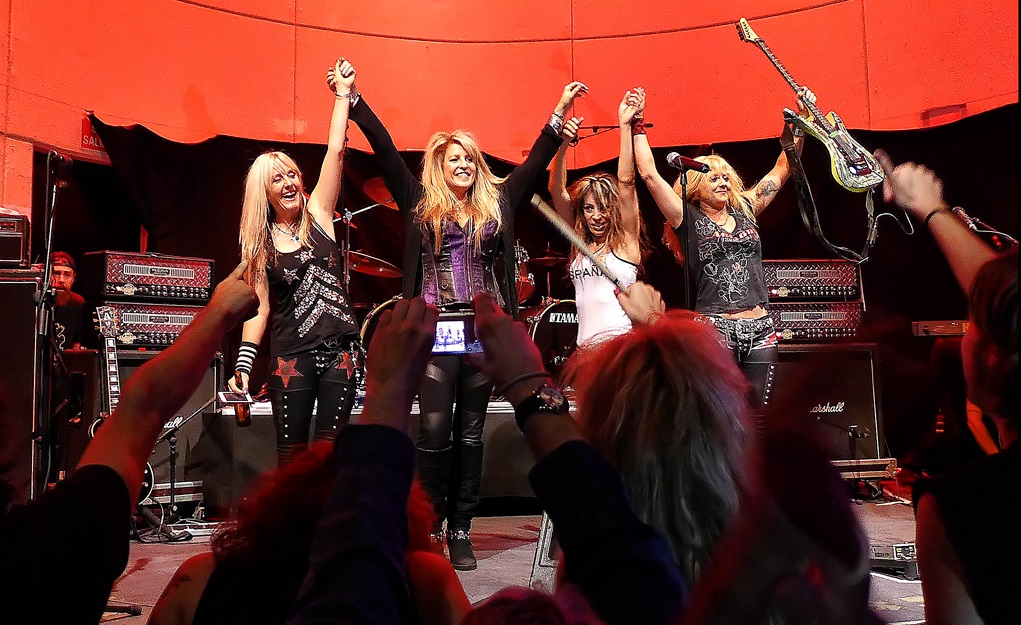
Vixen em 2014 (da esquerda para a direita Share Pedersen, Janet Gardner, Roxy Petrucci e Gina Stile)

Em 1997, Roxy, Janet decidiram retomar as atividades do Vixen, porém com Gina Stile (Bad Animals, Envy, Poison Dollys) na guitarra, e Mike Pisculli no baixo em estúdio. Em 1998, é lançado o álbum Tangerine, com uma sonoridade totalmente diferente dos álbuns anteriores e atualizado com a tendência grunge. Na turnê Rana Ross e Maxxine assumiram o baixo. Neste período Jan entra com uma ação contra a banda pelos direitos sobre o nome, mas logo entram em acordo amigavelmente.
O álbum lançado através do selo CMC se chamou Tangerine, e se não levou as meninas ao topo, ao menos conseguiu refrescar a memória dos fãs.
A banda caiu na estrada e Roxy trouxe sua irmã Maxine Petrucci para tocar baixo, já que Rana havia sido contratada apenas para tocar no álbum de estúdio.
Depois disso em 1999, foi lançado o álbum Full Throttle que se resume na junção das melhores músicas dos dois álbuns primeiros.
Em 2001 as integrantes originais do Vixen, com exceção de Share (em seu lugar Pat Holloway) se reúnem, para uma nova turnê do grupo para relembrar os bons tempos. Mas devido ao desgaste do convívio, novamente a banda se dissolve, porém, desta vez, imediatamente Jan, chama Jenna Sanz-Agero no Vocal, Kat Kraft na bateria e Lynn Louise Lowrey no baixo, para terminarem a turnê. Devido ao enorme entrosamento em 2006 elas regravam grandes sucessos dos 2 primeiros álbuns e lançam um CD chamado Extended Versions, com a inédita Little Voices, ainda no mesmo ano elas finalmente lançam, por um selo independente o álbum de inéditas Live & Learn.
Em 2008 foi lançado o primeiro álbum oficial ao vivo, com a nova formação Live in Sweden.

### Eventos recentes

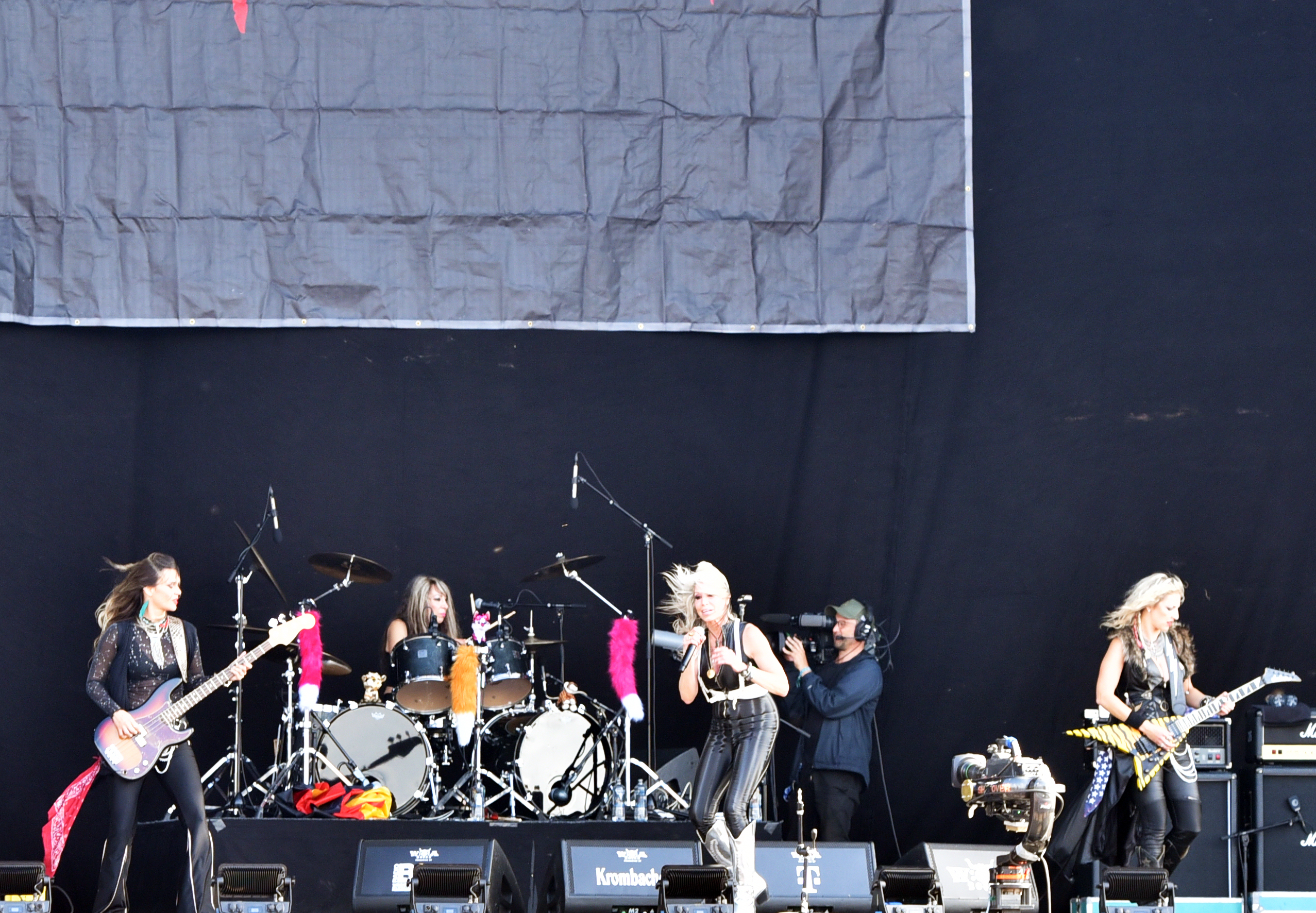
Vixen em 2023 (da esquerda para a direita Julia Lage, Roxy Petrucci, Lorraine Lewis e Britt Lightning)

Em 2005, o programa Bands Reunited, do canal VH1, reúne todas as 4 integrantes originais para um reality show, onde elas relembram os bons momentos e resolvem os maus-entendimentos do passado. No final elas brindam o público com performance ao vivo.
No final de 2012, Jan Kuehnemund estava planejando reunir a Vixen com sua formação clássica com Janet Gardner, Share Pedersen e Roxy Petrucci, que desde então se reuniu em JSRG com o guitarrista Gina Stile. No entanto, em janeiro de 2013, poucos dias antes estavam prestes a fazer o anúncio oficial de sua reunião, Kuehnemund foi diagnosticada com câncer. O diagnóstico de câncer forçou a adiar o anúncio por tempo indeterminado, até que, possivelmente, quando Kuehnemund fosse totalmente recuperada e livre do câncer. Infelizmente, os planos de uma reunião de pleno direito se tornou impossível, porque em 10 de outubro de 2013, depois de nove meses lutando contra o câncer, Jan Kuehnemund faleceu aos 59 anos de idade.
Em dezembro de 2013, as três integrantes vivas da formação clássica da banda, decidiram continuar sob o nome de Vixen, em homenagem a guitarrista Jan Kuehnemund.
Elas fizeram vários shows em 2014 nos EUA, Espanha e Canadá. Em outubro de 2014, a baterista Roxy Petrucci contou em uma entrevista que o Vixen estava trabalhando em um novo álbum, com uma música dedicada a Jan Kuehnemund. Em março de 2017, Gina Stile foi substituída por Britt Lightning (Brittany Denaro), ex-guitarrista da banda feminina Jaded, e em janeiro de 2019, a vocalista Gardner confirmou sua saída da banda. Lorraine Lewis da Femme Fatale, outra banda exclusivamente feminina desde a sua refundação em 2013 até a sua nova dissolução em março de 2019, que foi contemporânea de Vixen durante os anos 80 e 90, foi nomeada sucessora de Gardner. Em 2024, ela foi substituída pela cantora canadense Rosa Laricchiuta. Em 2022, Share Perdensen foi substituída pela baixista brasileira Julia Lage. Em 2023, a banda lançõu o silgle Red, com Lewis no vocal e Lage no baixo.

### Vixen no Brasil
O Vixen apresentou-se pela primeira vez no Brasil no dia 30 de abril de 2023 durante o festival Summer Breeze Brasil. A apresentação foi no auditório do Memorial da América Latina. O show foi definido como "intimista" e com "uma performance enérgica e eletrizante, com carisma e vitalidade invejáveis".

## Integrantes
- Roxy Petrucci – bateria, clarinete, vocal de apoio (1986–91, 1997–98, 2001, 2004, 2012–13, 2013–presente)
- Julia Lage – baixo, vocal de apoio (2022–presente)
- Britt Lightning – guitarra solo e rítmica, vocal de apoio (2017–presente)
- Rosa Laricchiuta - vocal (2024-presente)

### Ex-membros
- Lorraine Lewis – vocal (2019–2024)

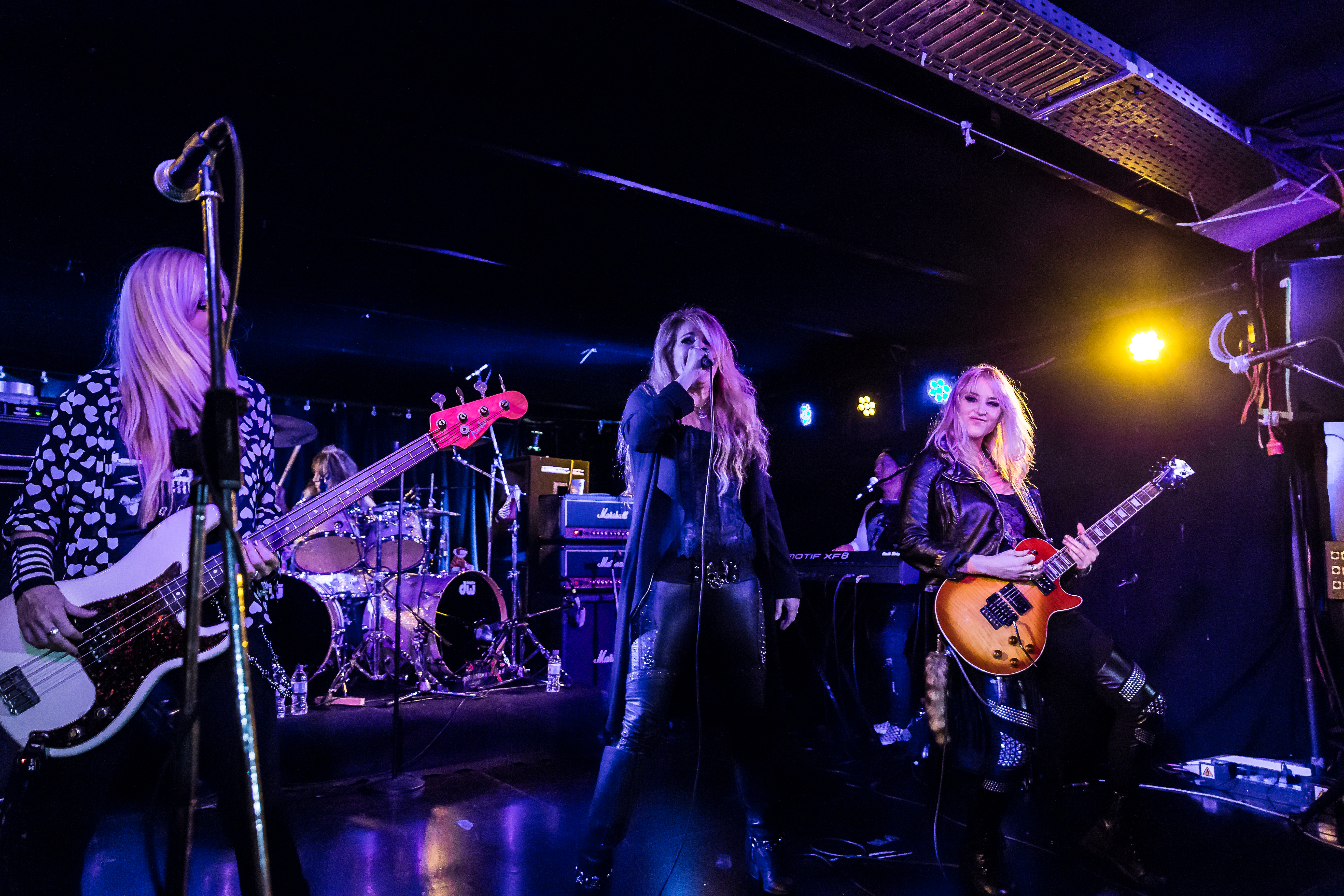
Vixen em Stuttgart, Alemanha, em 2018 (da esquerda para a direita Share Pedersen, Roxy Petrucci, Janet Gardner e Britt Lightning)

- Share Pedersen - baixo, vocal de apoio (1987–91, 2004, 2012–13, 2013–2022)
- Jan Kuehnemund – guitarra solo, vocal de apoio (1980–91, 2001–13) †
- Janet Gardner – guitarra rítmica, pandeireta, vocal (1983–91, 1997–98, 2001, 2004, 2012–13, 2013–19)
- Gina Stile – guitarra solo, vocal de apoio (1997–98, 2013–17)
- Laurie Hedlund – bateria, vocal de apoio (1980–83, 1984–86)
- Gayle Erickson-DeMatoff – baixo, vocal de apoio (1980–83)
- Cindy Boettcher – teclado, vocal de apoio (1980–83) †
- Noelle Bucci – vocal (1983)
- Liza Carbé – baixo, vocal de apoio (1983)
- Tamara Ivanov – guitarra rítmica, vocal de apoio (1984–86)
- Pia Maiocco – baixo, vocal de apoio (1984–86)
- Rana Ross – baixo, vocal de apoio (1997–98) †
- Maxine Petrucci – baixo, vocal de apoio (1998)
- Pat Holloway – baixo, vocal de apoio (2001)
- Jenna Sanz-Agero –  vocal (2001–12)
- Lynn Louise Lowrey – baixo, vocal de apoio (2001–12)
- Kathrin "Kat" Kraft – bateria, vocal de apoio (2001–12)

Músicos adicionais
- Richard Marx – teclados em Vixen (1988 — faixa "Edge of a Broken Heart")
- Derek Nakamoto – teclados em Vixen (1988 — outras faixas)
- Vivian Campbell – guitarra acústica em Vixen (1988 — faixa "Desperate")
- Michael Alemania – teclados em Rev It Up (1990)
- Mike Pisculli – baixo, vocal de apoio em Tangerine (1998 — faixas)
- Chris Fayz – vocal de apoio em Live & Learn (2006 — faixa "Little Voice", "Give Me Away")
- Randy Wooten – teclados em Live & Learn (2006 — faixa "Suffragette City")
- Paulie Cerra – saxofone em Live & Learn (2006 — faixa "Suffragette City")
- Robert Lear – bagpipes em Live & Learn (2006 — faixa "Give Me Away")

## Discografia

### Álbuns de estúdio
- Vixen - 1988 - EMI/Manhattan
- Rev It Up - 1990 - EMI
- Tangerine - 1998
- Live & Learn - 2006 - Demolition Records

### Compilações
- Full Throttle - 1999 - EMI
- Extended Versions - 2006

### Álbuns ao vivo
- Live in Sweden - 2009
- Live Fire - 2018

### Filmes e trilhas sonoras
- Hardbodies - (1984) com as canções "Runnin'", "Give It a Chance", "Mr. Cool", "Be with Me", "Maria", "Computer Madness"
- Beverly Hills, 90210 - (1991) episódio "Slumber Party" com a canção "Streets in Paradise"
- Beavis and Butt-head - (1994) episódio "Wall of youth" com a canção "Edge of a Broken Heart"

### Singles
| Ano  | Canção                   | Billboard Hot 100 | Mainstream Rock Tracks | UK Singles Chart | Álbum     |
| ---- | ------------------------ | ----------------- | ---------------------- | ---------------- | --------- |
| 1988 | "Edge of a Broken Heart" | 26                | 24                     | 51               | Vixen     |
| 1989 | "Cryin'"                 | 22                | 22                     | 27               | Vixen     |
| 1989 | "Love Made Me"           | -                 | -                      | 36               | Vixen     |
| 1989 | "Edge of a Broken Heart" | -                 | -                      | 59               | Vixen     |
| 1990 | "How Much Love"          | 44                | 11                     | 35               | Rev It Up |
| 1990 | "Love Is a Killer"       | 71                | -                      | 41               | Rev It Up |
| 1991 | "Not a Minute Too Soon"  | -                 | -                      | 37               | Rev It Up |
| 2023 | "Red"                    | -                 | -                      | -                | single    |

## Videografia

### Videos
- Revved Up! - Behind The Scenes - (1990)